# ندى الحاج
ندى الحاج شاعرة وكاتبة وصحافية.ولدت في بيروت.

## حياتها
ولدت ندى الحاج في بيت ثقافي عريق، فوالدها هو الشاعر أنسي الحاج والدتها ليلى التي انتسبت إلى فرقة المسرح الحديث في منتصف الستينات، أوج المرحلة الثقافية الذهبية في بيروت.سافرت إلى باريس حيث درست الفلسفة في جامعة السوربون. عادت بعدها إلى بيروت لتخوض تجربة التمثيل المسرحي مع المخرج ريمون جبارة على خشبة مسرح كازينو لبنان.
ترجمت مسرحيات من الفرنسية إلى العامية اللبنانية قُدمت في اطار «المسرح البلدي» في الثمانينات من إخراج جوزيف بو نصار. شاركت الأديبة اللبنانية مي منسى في ترجمة ديوان الشاعرة الراحلة ناديا تويني «محفوظات عاطفية للحرب في لبنان» من الفرنسية إلى العربية.
بين عامي 1981 و 1996 حررت صفحات ثقافية بعنوان «دليل فيروز» في مجلة «فيروز» الشهرية الصادرة عن دار الصياد. كما كتبت في الصفحة الثقافية لجريدة «النهار» اليومية في بيروت وفي جريدة «الحياة».
تُرجمَ كتابها «أثواب العشق» إلى الإيطالية بقلم فالانتينا كولومبو، كما تُرجمَ إلى الفارسية بقلم محمد حمادي.
تُرجمت بعض قصائدها إلى الإنكليزية والفرنسية والإسبانية والألمانية ضمن أنطولوجيات شعرية.
ألفت السوبرانو والمؤلفة الموسيقية هبة القواس موسيقى لقصائد ندى الحاج وأدتها على أهم المسارح ودور الاوبرا العالمية، نذكر منها: «أرضى» «أشممتَ عطري» «لأني أحيا» «نجوم الدني بعنيك» «في بلادي». كما غنت لها السيدة ماجدة الرومي قصيدة «ما دمتُ أحيا» من كتابها «رحلة الظل».أحيت ندى الحاج منذ العام 2000 الكثير من الأمسيات الشعرية في لبنان والعالم العربي. وقد لبّت في عامي 2019 و 2022 دعوات لإحياء أمسيات شعرية في المملكة المغربية في مراكش والرباط والعرائش وشفشاون.

## أعمالها الأدبية
صدر لها حتى اليوم 10 دواوين شعرية:
1. «صلاة في الريح»- 1988 دار النهار للنشر
2. «أنامل الروح»- 1994 دار النهار للنشر
3. «رحلة الظل»- 1999 دار النهار للنشر
4. «كل هذا الحب»- 2001 دار النهار للنشر
5. «غابة الضوء»- 2002 دار النهار للنشر
6. «بِخفة قمرٍ يهوي»- 2006 دار النهار للنشر
7. «أثواب العشق» 2010 الدار العربية للعلوم ناشرون
8. «تحت المطر الأزرق» 2015 دار ضفاف
9. «عابر الدهشة» 2020 دار المتوسط
10. "خطوات من ريش" 2023 دار المتوسط

تِرجمت لها قصائد إلى الإنكليزية ونِشرت في أنطولوجيا شعرية بعنوان «شعر نساء عربيات» أعدتها الباحثة والشاعرة الفلسطينية نتالي حنظل. كما تُرجمت لها قصائد إلى الفرنسية والإسبانية والألمانية ضمن انطولوجيات أخرى للشعر العربي المعاصر.
تُرجمَ كتابها «أثواب العشق» إلى الإيطالية بقلم فالانتينا كولومبو وإلى الفارسية بقلم محمد حمادي. 

## شعرها والموسيقى
الّفت هبة القواس المؤلفة الموسيقية ومغنية الأوبرا، موسيقى لقصائد من شعرها وغنتها ضمن أسلوبها الأوبرالي. والقصائد هي: «أرضى»، «لأني أحيا»، «أشممتَ عطري»، «نجوم الدني بعينيك»، «بلمسة منك»، «سلام الحرية» التي تحولت إلى كليب موسيقي مصوَّر سينمائياً من إخراج ميلاد طوق. وقصيدة بالفرنسية "!O Liban soit sauvé" التي غنّتها القواس في معهد العالم العربي في باريس، في اطار الاحتفال بالذكرى الثانية لاغتيال الشهيد رفيق الحريري وأهدتها للرئيس جاك شيراك بحضوره.
كما كتبت ندى الحاج أغنيتين لكورال صيدا للأطفال، ألَّفت موسيقاها القواس وهما «من حقنا أن ننجح» و«لنغيَّر العالم!»
اقتبست الحاج من مغناة «شبح الأوبرا» مقطعاً غنائياً غنّته القواس بالعربية مع التينور العالمي خوسيه كاريراس في دبي 2006.
غنَّت لها ماجدة الرومي قصيدة «ما دمت أحيا» من ديوان «رحلة الظل».

## وصلات خارجية
- موقع الشاعرة ندى الحاج